# Štafeta mládeže
Štafeta mládeže (v srbochorvatštině štafeta mladosti) byla celojugoslávská sportovní událost v dobách socialistického státu. Trasa běžců, kteří si předávali štafetu, vedla přes všechny svazové republiky a další území SFRJ. Běh štafety se konal každého 25. května na počest hlavy státu, Josipa Broze Tita. I den, kdy se celá akce konala byl vybrán záměrně – jednalo se totiž oficiálně o narozeniny jugoslávského vůdce a státní svátek "Den Mládeže".
Poprvé se štafeta mládeže běžela roku 1945 na návrh omladiny z Kragujevce, jako "Titova štafeta". Do prvního "běhu" bylo zapojeno 12 500 mladých, kteří urazili trasu v součtu dlouhou celkem 9 000 kilometrů; Titovi předali prvních deset štafet a modrou knihu s 15 000 podpisy od šumadijské mládeže. Nejprve se slavnostní předání hlavě státu konalo v Záhřebu, od roku 1956 pak běžci předávali v Bělehradě, nakonec se celá událost konala na jednom z největších bělehradských stadionů – Jugoslávské lidové armády.
Po smrti Tita se štafeta mládeže stala manifestací a symbolem odhodlanosti nesestoupit z Titovy cesty, což vyjadřovalo také i nové heslo, ražené oficiálními kruhy – "Po Titovi Tito". Tradice byla ukončena v roce 1988, kdy vzhledem k narůstajícím rozporům mezi národy Jugoslávie se Slovinsko odmítlo na celé akci dále podílet. Svaz socialistické mládeže Slovinska celou událost kritizoval jako "zastaralý rituál" a žádal, aby se spíše konaly pochody nezaměstnaných. Do celé události vstoupila ještě provokativní aféra z počátku roku 1987, kdy byl jako propagační materiál zrecyklováno nacistické dílo z roku 1932.
V bývalých republikách SFRJ je Dan mladosti dodnes připomínán zejména mezi tzv. jugonostalgiky.

## Obraz v kultuře
Tradice štafetového běhu v Jugoslávii byla parodována v chorvatském filmu Maršal z roku 1999, ve kterém skupina chorvatských penzistů a pamětníků Štafety mládeže převezme na odlehlém chorvatském ostrově moc a uspořádá podobný běh.